# Désirée Liljevall
Désirée Liljevall, född 21 september 1970 i Allhelgonaförsamlingen i Lund är en svensk före detta politiker. Hon var ordinarie riksdagsledamot 2006–2014, invald för Kalmar läns valkrets.
I riksdagen var Liljevall tjänstgörande ledamot i Trafikutskottet, Utrikesutskottet, EU-nämnden och Nordiska rådets svenska delegation.. Hon var även suppleant i Socialutskottet och Kulturutskottet. Hon arbetade bland annat med frågor som globalisering, internationell hållbar utveckling och digitalisering, och var IT-politisk talesperson för Socialdemokraterna. 
Désirée Liljevall har en bakgrund i Moderata ungdomsförbundet
Efter att hon lämnade riksdagen 2014 arbetade hon först som konsult inom PR och kommunikation och därefter som kommunikationschef vid kärnkraftverket OKG. I den rollen utnämndes hon till Sveriges fjärde mest omtalade. Sedan juni 2023 verkar hon som presschef för energikoncernen Uniper .
Désirée Liljevall är mor till två barn.